# 布尔西
布尔西（法語：Boursies，法語發音：[buʁsi]）是法国上法兰西大区北部省的一个市镇，属于康布雷区。

## 地理
布尔西（50°8'24"N, 3°1'59"E）面积7.62 平方千米，位于法国上法蘭西大區北部省，该省份为法国最北部的省份及最长的省份，西北濒北海，西接加来海峡省，南至埃纳省和索姆省，东与比利时接壤。
与布尔西接壤的市镇（或旧市镇、城区）包括：默夫尔、阿图瓦地区安希、杜瓦尼、格兰库尔莱阿夫兰库尔、阿夫兰库尔、埃尔米。

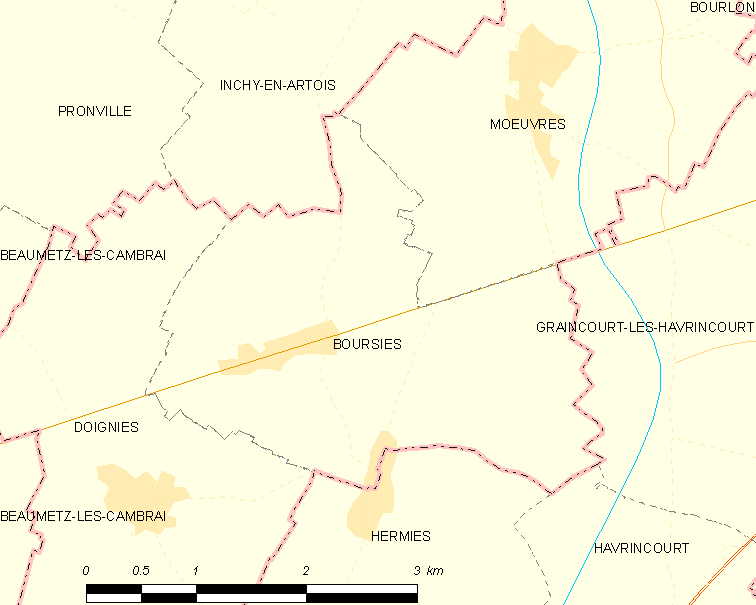
布尔西的OSM定位图

布尔西的时区为UTC+01:00、UTC+02:00（夏令时）。

## 行政
布尔西的邮政编码为59400，INSEE市镇编码为59097。

## 政治
布尔西所属的省级选区为康布雷县。

## 人口

1962-2008年间布尔西人口变化图示

布尔西于2022年1月1日时的人口数量为376人。